# Theresa Senff
Theresa Senff (Arnstadt, 2 februari 1982) is een voormalige wielrenster uit Duitsland. Ze reed meerdere jaren voor de Nederlandse wielerploeg AA Drink.
In 2003 werd ze als belofte tweede op het Europees kampioenschap op de weg. Ze won het eindklassement in de Ronde van Thüringen in 2005 en een jaar later won ze het eindklassement van de Tour de Feminin - Krásná Lípa. In dat jaar won ze ook de Holland Hills Classic en werd ze tweede tijdens het Duits kampioenschap op de weg.

## Palmares
2003
- Europees kampioenschap op de weg, beloften

2005
- Eindklassement Thüringen Rundfahrt
  - 5e etappe Thüringen Rundfahrt
- 5e etappe Tour de Feminin - Krásná Lípa

2006
- Eindklassement Tour de Feminin - Krásná Lípa
  - 1e etappe Tour de Feminin - Krásná Lípa
- Holland Hills Classic
- Duits kampioenschap op de weg, elite